# 1409 Isko
Az 1409 Isko (ideiglenes jelöléssel 1937 AK) a Naprendszer kisbolygóövében található aszteroida. Karl Wilhelm Reinmuth fedezte fel 1937. január 8-án, Heidelbergben.